# Tydal
Tydal là một đô thị hạt Trøndelag, Na Uy. Trung tâm hành chính của đô thị này là làng như. Tydal đã được tách ra từ Selbu ngày 1 tháng 1 năm 1901.
Huy hiệu có từ thời hiện đại. Huy hiệu đã được cấp ngày 7 tháng 2 năm 1997. Tydal có diện tích 1.330 km ². Sông Tya và sông Nidelva chảy qua Tydal.
Tydal nằm ở 260 mét trên mực nước biển, và ngọn núi cao nhất là 1.762 mét, cao. Tydal nằm ở khoảng giữa Roros và Trondheim, với Rv705 là con đường quan trọng nhất. Sân bay Trondheim, Værnes cách đô thị này một giờ lái xe. Có kết nối bus hàng ngày để Trondheim, Værnes cũng như Roros. Trung tâm của Tydal là Ås. Làng khác Græsli, Aune, và Stugudal.